# Le Bataclan '72
| Recensione | Giudizio |
| ---------- | -------- |
| AllMusic   | [ 1 ]    |
| Pitchfork  | 7.6/10   |

Le Bataclan '72 è un album live di Lou Reed, John Cale e Nico. Il concerto venne registrato nel 1972 a Parigi e fatto circolare in forma di bootleg negli anni successivi, prima di essere ufficialmente pubblicato soltanto nel 2004.
L'edizione ufficiale include due tracce bonus (Pale Blue Eyes e Candy Says). L'esibizione, tenutasi il 29 gennaio 1972, fu la prima occasione dopo lo scioglimento dei The Velvet Underground, nella quale Reed, Cale e Nico si riunirono insieme su un palco.

## Tracce
Registrato dal vivo al Bataclan, Parigi, 29 gennaio 1972.
Concerto originariamente trasmesso dalla TV francese.
- Tutti i brani sono opera di Lou Reed eccetto dove indicato.

1. I'm Waiting for the Man
2. Berlin
3. The Black Angel's Death Song (Reed, Cale)
4. Wild Child
5. Heroin
6. Ghost Story (Cale)
7. The Biggest, Loudest, Hairiest Group of All (Cale)
8. Empty Bottles (Cale)
9. Femme Fatale
10. No One Is There (Nico)
11. Frozen Warnings (Nico)
12. Janitor of Lunacy (Nico)
13. I'll Be Your Mirror
14. All Tomorrow's Parties (encore)
15. Pale Blue Eyes
16. Candy Says

## Formazione
- Lou Reed – voce, chitarra
- John Cale – voce, tastiere, chitarra, viola
- Nico – voce, harmonium